# Etsning (konst)

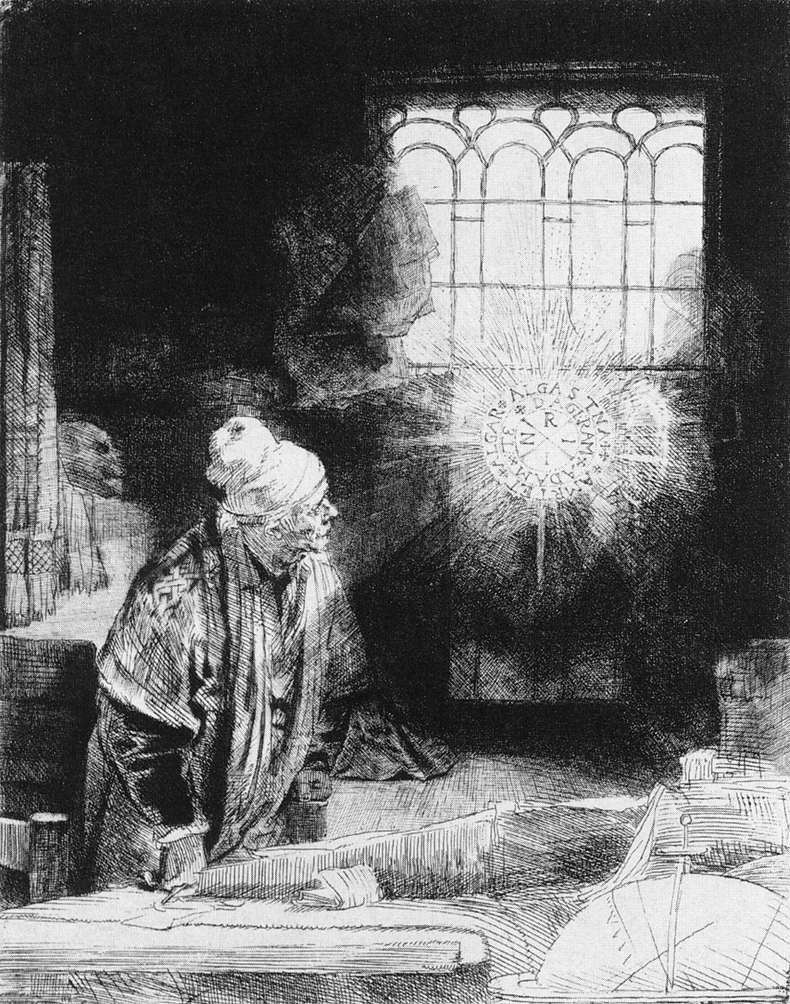
Etsning. Rembrandt – ”Faust” (1650-1652). Rijksmuseum, Amsterdam

Etsning är en grafisk teknik som till skillnad från torrnålsgravyr, kopparstick och ett flertal andra tekniker använder syror för att skapa motivet i tryckplåten. Ordet etsning används ofta också om ett konstverk som har framställts genom metoden etsning. I äldre texter kallas etsning ofta radering.
En etsning utförs på kopparplåt, beredd med så kallad etsgrund. Tryckplåten, oftast en plåt av polerad koppar, bestryks med en syrabeständig grund av asfalt, harts eller vax, varpå motivet ristas i grunden, med etsnål, så att kopparen blottas. Plåten övergjutes med skedvatten, som på de blottade ställena fräter kopparen. Den ingnides sedan med svärta och avtorkas, så att svärtan bara stannar i fördjupningarna, varefter plåten tryckes i koppartryckpress mot ett fuktat papper. Man kan göra flera avtryck, men oftast begränsas upplagan till ett hundratal exemplar, på vilka konstnären skriver sitt namn. Därefter förstör man plåten, så att inga nya tryck kan göras.

## Historia
Metoden att ta syror till hjälp vid framställning av tryckplåtar för konstverk, uppfanns av vapensmeden Daniel Hopfer, som verkade i Augsburg i Tyskland i början av 1500-talet. Den äldsta kända daterade etsningen är ett blad från 1513, utfört av Urs Graf.
Etsningskonsten uppfanns på 1500-talet av tysken Albrecht Dürer, som utförde några etsningar på järnplåt. Under 1500-talet var etsningen ofta beroende av kopparsticket, och de båda teknikerna kombinerades ofta. Under 1600-talet uppnådde etsningen en självständig ställning som en betydande grafisk teknik, främst tack vare Rembrandt. Under 1700-talet förlorar etsningen i popularitet, men får sin återkomst med Francisco de Goya.
I Sverige var etsningen som konstart länge förbisedd. Det var först med Per Hörberg nådde etsningen ställning som självständig konst. Under 1800-talets slut fick etsningen ett stort uppsving. Konstnärer som Albert Theodor Gellerstedt, Carl Flodman, Georg von Rosen, Reinhold Norstedt, Elias Anckers, Axel Herman Hägg, Hjalmar Molin och Axel Tallberg ägnade sig huvudsakligen åt etsning inom sin konstnärliga verksamhet. Axel Tallberg fick även stor betydelse som lärare i tekniken. I Anders Zorn fick Sverige en etsare med världsrykte. Han har utfört flera hundra etsningar, som är ytterst eftersökta av samlarna i Europa och Amerika. Även Carl Larsson, Ferdinand Boberg och Carl Wilhelmson ägnade sig med framgång åt etsning. Bland nästa generations etsare märks Knut Ander, Gerhard Henning, Gustaf Isander, Axel Fridell, Stig Borglind, Harald Sallberg, Emil Johanson-Thor, Mattias Fagerholm, Knut Janson och Helge Zandén.
Den grundläggande tekniken att framställa grafiska blad, som går att mångfaldiga genom tryckning, kan varieras på många sätt:
- Linjeetsning eller Hårdgrundsetsning en av de äldsta etsningsteknikerna, känd sedan 1500-talet.[1] Den har vuxit fram ur vapensmedernas dekorationsmetoder. Plåten överdrages med en hård, syrafast grund av vax, asfalt och harts.[4] Därefter sotas grunden först så att motivet bättre skall kunna ses i grundens yta. Sedan ristas, "raderas", motivet in i grunden med en nål så att plåten blottläggs, dock utan att åstadkomma några märken i plåten. Plåten läggs därefter i ett syrabad, vanligen av salpetersyra, den så kallade "bitningen". Med stoppfernissa kan man partier av plåten täckas om man vill ha det övriga motivet grövre. En annan metod att åstadkomma olika grova linjer är att undan för undan bygga på motivet, de linjer man vill ha grövst först, varefter bitningen påbörjas, därefter nya linjer adderade, de man vill skall vara tunnast sist.[1]
- Mjukgrundsetsning (Vernis mou) är en teknik där grunden görs mjuk genom inblandning av svinister. Själva teckningen utförs direkt på ett grovt papper, varvid den mjuka grunden fastnar i linjerna och avlägsnas med pappret. Därefter bites plåten enligt linjeetsningens metod. Trycken får en mjukhet som får den att likna en blyertsteckning. Tekniken är känd sedan 1600-talet.[5]
- Mezzotintogravyr har sitt första belägg på ett blad av tysken Ludwig von Siegen, daterat 1642.
- Akvatint Utvecklad under 1600-talet[1], vidareutvecklad av fransmannen Jean Baptiste Leprince. Svensken Per Floding kom att utveckla nya tekniker inom området
- Crayongravyr introducerades i mitten av 1700-talet av fransmannen J. C. François.

## Utförande

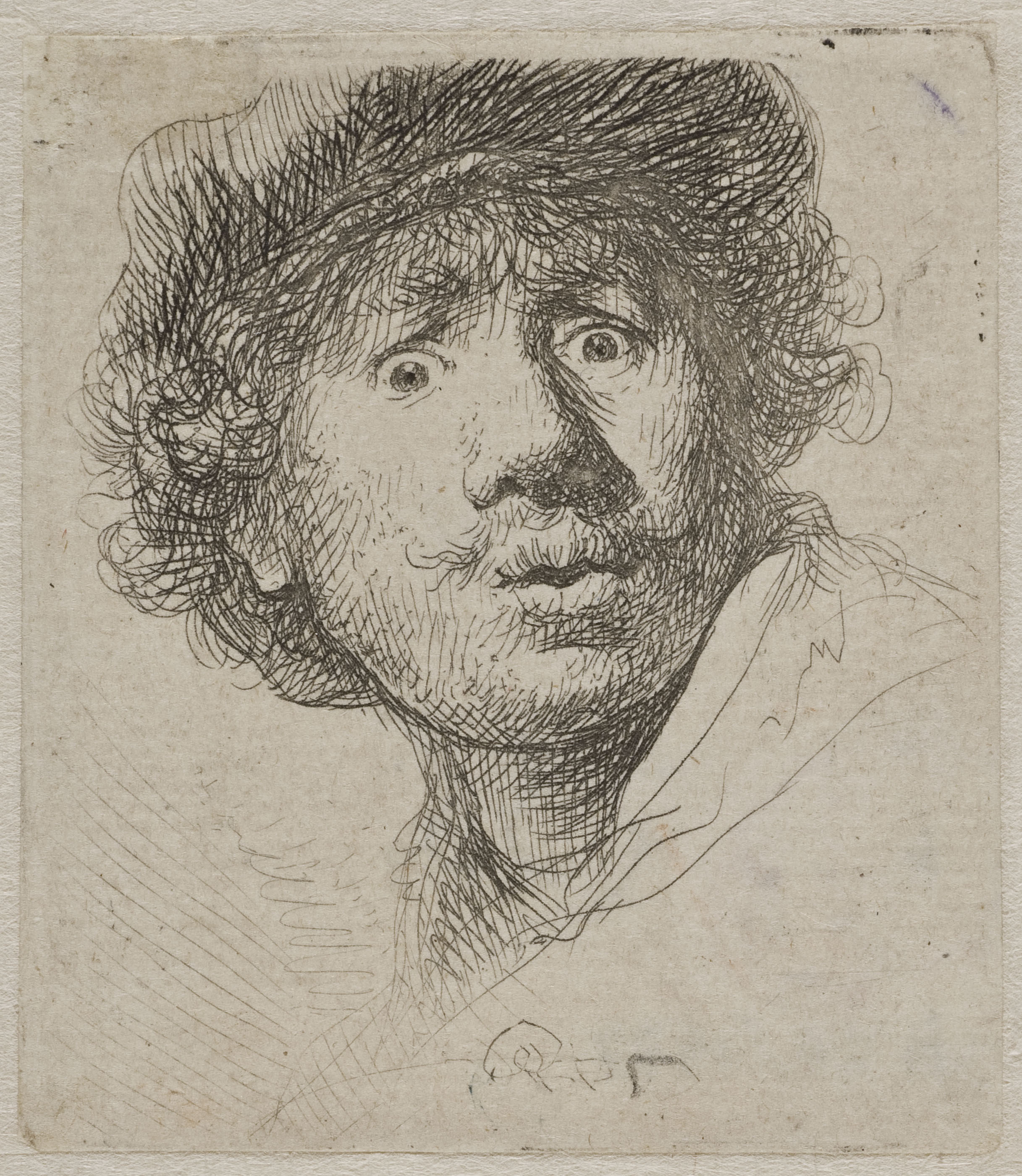
Rembrandt van Rijn (1606-1660), självporträtt 1630, etsning på papper, 5,1 x 4,5 cm. Nationalmuseum, Stockholm.

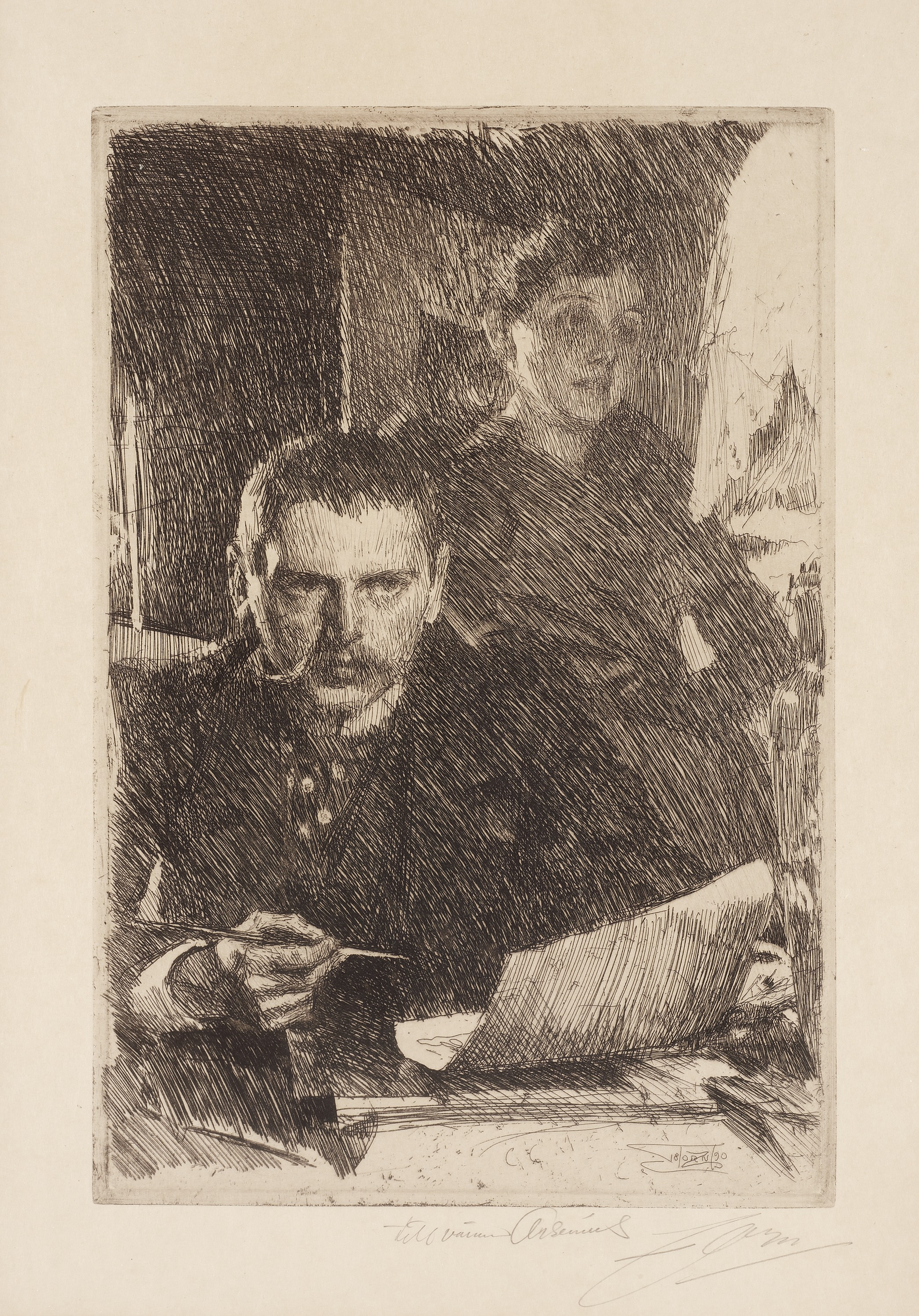
"Anders Zorn och hans hustru", Etsning (I état av II) 1890, av Anders Zorn (1860-1920).

En kopparplåt täcks med en tunn, syrabeständig grund, på vilken konstnären tecknar med en etsarnål och därmed blottar linjer i kopparytan, vilka sedan fräts ("etsas") bort när plåten doppas i syra. Eftersom grunda linjer tar emot mindre färg än djupa, kan man erhålla graderade toner genom att hastigt doppa plåten i syrabadet för de tunnaste linjerna, sedan måla över dessa med täckfernissa och låta plåten ligga längre och längre i syran allteftersom de mörkare linjerna tecknas, och "täcka över" varje följande omgång linjer efter etsningen.
Graderingar kan göras även med en omvänd metod, som Rembrandt var en mästare i. Den med etsgrund behandlade metallplåten läggs i en grund skål. Etsvätska slås på tills den nätt och jämnt täcker plåten. Arbetet börjar med att motivets mörkaste partier markeras med etsnålen, därefter successivt ljusare och ljusare partier. Etsvätskan verkar då länge i de först markerade partierna (kanske två timmar innan hela motivet är klart), sedan kortare och kortare tid i de senare markerade partierna. I de sist markerade partierna får etsvätskan verka bara någon minut, innan plåten tas upp ur badet för efterbearbetning. Denna metod kräver att konstnären är en mycket säker tecknare, eftersom ett misstag i början av proceduren inte kan avhjälpas senare i ett framskridet skede.
Med etsning är det mycket lättare att åstadkomma subtila färgskiftningar än i kopparsticket. Det är således möjligt att med etsning skapa ett luftperspektiv. Tekniken utvecklades i början av 1500-talet, men utnyttjades till fullo först av Jacques Callot (1592—1635). Rembrandt (1606—1669) var en virtuos beträffande etsningstekniken. Ett svenskt exempel på en konstnär som ofta använt etsning är Emil Johanson-Thor.
I mjukgrundsetsning tecknar konstnären på grunden (utblandad med svinister) med blyerts genom ett papper; en del av grunden fastnar på pappret, och det slutliga avtrycket har en kornig yta.

## État
Man kan vidta förändringar i kopparplåten för att ytterligare förbättra etsningen. Det avtryck, som tagits av den ändrade plåten, blir ett så kallat nytt état (nytt tillstånd), det vill säga den har en dubbel innebörd, den har en dubblett. Etsningssamlare sätter olika värde på sådana obetydligt förändrade etsningar och betalar ofta högt pris för sällsynta état. Étaten räknas i antal, till exempel III état av V.